# Italienische Fußballnationalmannschaft (U-17-Juniorinnen)
Die italienische U-17-Fußballnationalmannschaft der Frauen repräsentiert Italien im internationalen Frauenfußball. Die Nationalmannschaft untersteht der Federazione Italiana Giuoco Calcio und wird seit August 2022 von Jacopo Leandri trainiert. Der Spitzname der Mannschaft ist Le Azzurrine.
Die Mannschaft tritt bei der U-17-Europameisterschaft und der U-17-Weltmeisterschaft für Italien an. Den bisher größten Erfolg feierte das Team mit dem dritten Platz bei der Europameisterschaft 2014 und der damit verbundenen Qualifikation für die Weltmeisterschaft 2014, bei der die italienische U-17-Auswahl überraschend ebenfalls Dritter wurde. Es blieb jedoch die bislang einzige WM-Teilnahme. Bei ihrer einzigen Einladung zum Nordic Cup, der von 1998 bis 2007 mit U-17-Mannschaften ausgespielt wurde, belegten die Italienerinnen 1998 in Dänemark den sechsten Platz.

## Turnierbilanz

### Weltmeisterschaft
| Jahr   | Gastgeber           | Platzierung        |
| ------ | ------------------- | ------------------ |
| 2008   | Neuseeland          | nicht qualifiziert |
| 2010   | Trinidad und Tobago | nicht qualifiziert |
| 2012   | Aserbaidschan       | nicht qualifiziert |
| 2014   | Costa Rica          | 3. Platz           |
| 2016   | Jordanien           | nicht qualifiziert |
| 2018   | Uruguay             | nicht qualifiziert |
| 2021 1 | Indien 1            | – 1                |
| 2022   | Indien              | nicht qualifiziert |

### Europameisterschaft
| Jahr   | Gastgeber               | Platzierung                                  |
| ------ | ----------------------- | -------------------------------------------- |
| 2008   | Schweiz                 | nicht qualifiziert                           |
| 2009   | Schweiz                 | nicht qualifiziert                           |
| 2010   | Schweiz                 | nicht qualifiziert                           |
| 2011   | Schweiz                 | nicht qualifiziert                           |
| 2012   | Schweiz                 | nicht qualifiziert                           |
| 2013   | Schweiz                 | nicht qualifiziert                           |
| 2014   | England                 | 3. Platz                                     |
| 2015   | Island                  | nicht qualifiziert                           |
| 2016   | Belarus                 | Gruppenphase                                 |
| 2017   | Tschechien              | nicht qualifiziert                           |
| 2018   | Litauen                 | Gruppenphase                                 |
| 2019   | Bulgarien               | nicht qualifiziert                           |
| 2020 2 | Schweden 2              | – 2                                          |
| 2021 2 | Färöer 2                | – 2                                          |
| 2022   | Bosnien und Herzegowina | nicht qualifiziert                           |
| 2023   | Estland                 | Liga A (nicht qualifiziert für die Endrunde) |